# Suzanne Demay
Pour les articles homonymes, voir Demay.
Suzanne Demay, née Marie Jeanne Bretey le 30 mai 1882 dans le 19e arrondissement de Paris et morte le 17 avril 1948 dans le 9e arrondissement de Paris, est une actrice de théâtre française.

## Biographie

### Jeunesse et famille
Suzanne Demay naît en 1882 à Paris sous le nom de « Marie Jeanne », « fille de père non dénommé et de Catherine Bretey, âgée de vingt et un ans, domestique ». En février 1914, sa mère, Catherine Elisa Bretey, la reconnaît officiellement. En 1909, les journaux annoncent que Gaston-Michel Schmid, son père, est mort. Elle a un frère, Raoul Gaston Félix Schmid, né en 1887.
En mars 1922, âgée de 39 ans, elle épouse un veuf de 60 ans, Georges Marie Joseph Haranchipy, représentant en produits pharmaceutiques, avec pour témoin le comédien Maurice de Féraudy. Son mari meurt en 1927.

### Carrière
Élève et filleule de Suzanne Reichenberg, elle débute sous le pseudonyme de Suzanne Demay en 1899, en jouant les ingénues au théâtre de la République,. Elle poursuit sa carrière au  théâtre de l'Athénée, puis au Gymnase en 1903 à la demande du dramaturge Pierre Wolff, pour incarner l’héroïne du Secret de Polichinelle. L'année suivante, le théâtre du Palais-Royal l'engage pour quatre ans. Elle se produit une saison au théâtre impérial de Petrograd, puis à la Comédie-Française.
Début avril 1948, elle est frappée d'une attaque, en entrant sur la scène du théâtre Hébertot, où elle jouait dans Le Maître de Santiago, d'Henry de Montherlant,. Elle meurt quinze jours plus tard en son domicile du 12, rue Godot-de-Mauroy et est inhumée le 21 avril au cimetière parisien de Pantin, sous le nom de « Bretey Vve Haranchipy Marie » dans le registre d'inhumation. Ses obsèques sont annoncées pour le lendemain, au temple protestant du Saint-Esprit de Paris, rue Roquépine.

## Théâtre
- 1899 : Roger la Honte de Jules Mary et Georges Grisier, théâtre de la République
- 1900 : Ruptures de Jean Séry (pseudonyme de Mme Dangeville), théâtre de l'Athénée (2e acte : Comme on les lâche quand elles sont honnêtes) : Jeanne (21 mars)

- 1900 : Les Demi-vierges de Marcel Prévost, théâtre de l'Athénée
- 1903 : Le Secret de Polichinelle de Pierre Wolff, théâtre du Gymnase

- 1904 : Une affaire scandaleuse, théâtre du Palais-Royal
- 1905 : Chambre à part, théâtre du Palais-Royal
- 1906 : L'Enfant du miracle, théâtre du Palais-Royal
- 1906 : La Grimpette, théâtre du Palais-Royal
- 1921 : Un homme en habit d'André Picard et Yves Mirande, casino municipal de Nice : Germaine

## Filmographie partielle
- 1909 : Femme de chambre improvisée de Georges Monca
- 1910 : Amis de table d'hôte (réalisateur non identifié)
- 1910 : La Cigale et la Fourmi de Georges Monca  : la Fourmi
- 1912 : Rigadin, garçon de banque de Georges Monca
- 1912 : Les Surprises du divorce de Georges Monca  : Diane

## Sources
- Article de 1921 avec une photographie de Suzanne Demay [lire en ligne]